# Bryceomys
Bryceomys — рід викопних ссавців ряду Багатогорбкозубі (Multituberculata), що існував у крейдяному періоді у Північній Америці. Описано три види, скам'янілості яких знайдені на території штату Юта у США. Голотип знаходиться в Оклахомському музеї природничої історії Сем Ноубла (Sam Noble Oklahoma Museum of Natural History). Тварина була розміром з хатню мишу і важила до 90 г.